# Tōnodan-dōri
Le Tōnodan-dōri (塔ノ段通, Tōnodan-dōri) est une voie du centre-nord de Kyoto, dans l'arrondissement de Kamigyō. Elle débute deux rues au nord de Kamidachiuri-dōri et termine à l'Imadegawa-dōri, devant le jardin impérial de Kyoto.

## Description

### Situation

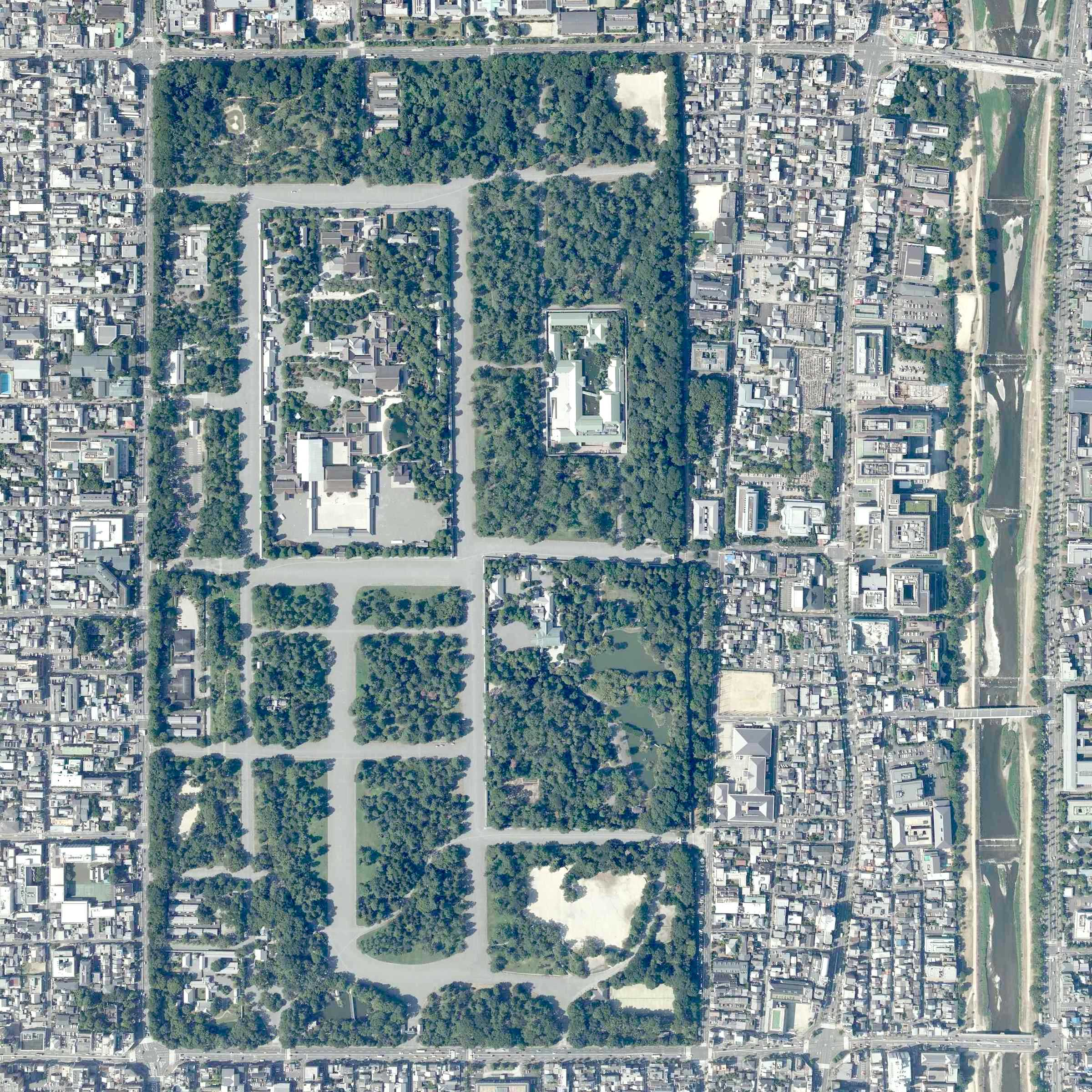
Vue aérienne du jardin impérial de Kyoto ; Tōnodan-dōri commence dans le coin nord-est.

Le Tōnodan-dōri est une courte rue étroite du nord-est de l'arrondissement de Kamigyō. Il est situé juste au nord du parc du palais impérial et à l'est du fleuve Kamo. Il commence dans le quartier d'Amidajimae-chō (阿弥陀寺前町) et termine dans ceux de Kōdōuchi-chō (革堂内町) et de Tokiwa'idono-chō (常盤井殿町). La rue débute deux rues avant le Kamidachiuri-dōri[réf. nécessaire] et termine à l'Imadegawa-dōri, l'une des principales voie est-ouest du nord de la ville, juste devant le jardin impérial de Kyoto. Elle suit le Nashinoki-dōri (梨木通) à l'est et est la troisième rue à l'est de Teramachi-dōri (en) (寺町通).
La première rue est-ouest au nord d'Imadegawa, qui ne porte pas de nom et par laquelle Tōnodan-dōri passe, est parfois appelée par erreur Tōnodan-dōri,. Cette rue parallèle commence au Teramachi-dōri (en) et termine devant le Shōkoku-ji, pour une longueur totale d'environ 400 mètres.
La circulation se fait en sens unique du nord au sud. La rue fait un peu plus de 500 mètres de long.

### Voies rencontrées
Du nord au sud, en sens unique. Les voies rencontrées de la droite sont mentionnées par (d), tandis que celles rencontrées de la gauche, par (g). Seules les rues ayant un nom sont listées.
1. Kamidachiuri-dōri (上立売通)
2. Tōnodan-dōri (塔ノ段通)
3. Imadegawa-dōri (今出川通)[1]

Voie parallèle d'orientation est-ouest. De l'est vers l'ouest, en sens unique. Les voies rencontrées de la droite sont mentionnées par (d), tandis que celles rencontrées de la gauche, par (g). Seules les rues ayant un nom sont listées.
1. Teramachi-dōri (en) (寺町通)
2. Nashinoki-dōri (梨木通)
3. Tōnodan-dōri (塔ノ段通)

### Transports en commun
Les bus du réseau d'autobus de Kyoto (ja) ne passent par sur la rue, mais certains arrêts sont proches, dû à sa proximité avec Kawaramachi-dōri. Les arrêts proches sont Furitsu Idaibyōin-mae (府立医大病院前, lignes 3, 4, 17, 37, 59 et 205), Kawaramachi-Imadegawa (河原町今出川, lignes 1, 3, 4, 17, 37, 59, 201, 203 et 205), Aoibashi-Nishizume (葵橋西詰, lignes 1, 37 et 205) et Izumoji-Kagurachō (出雲路神楽町, ligne 37), sur Kamo-kaidō. Plus loin, sur Imadegawa, se trouve Dōshisha-mae (同志社前, lignes 59, 201, 203), devant l'université Dōshisha.

## Odonymie

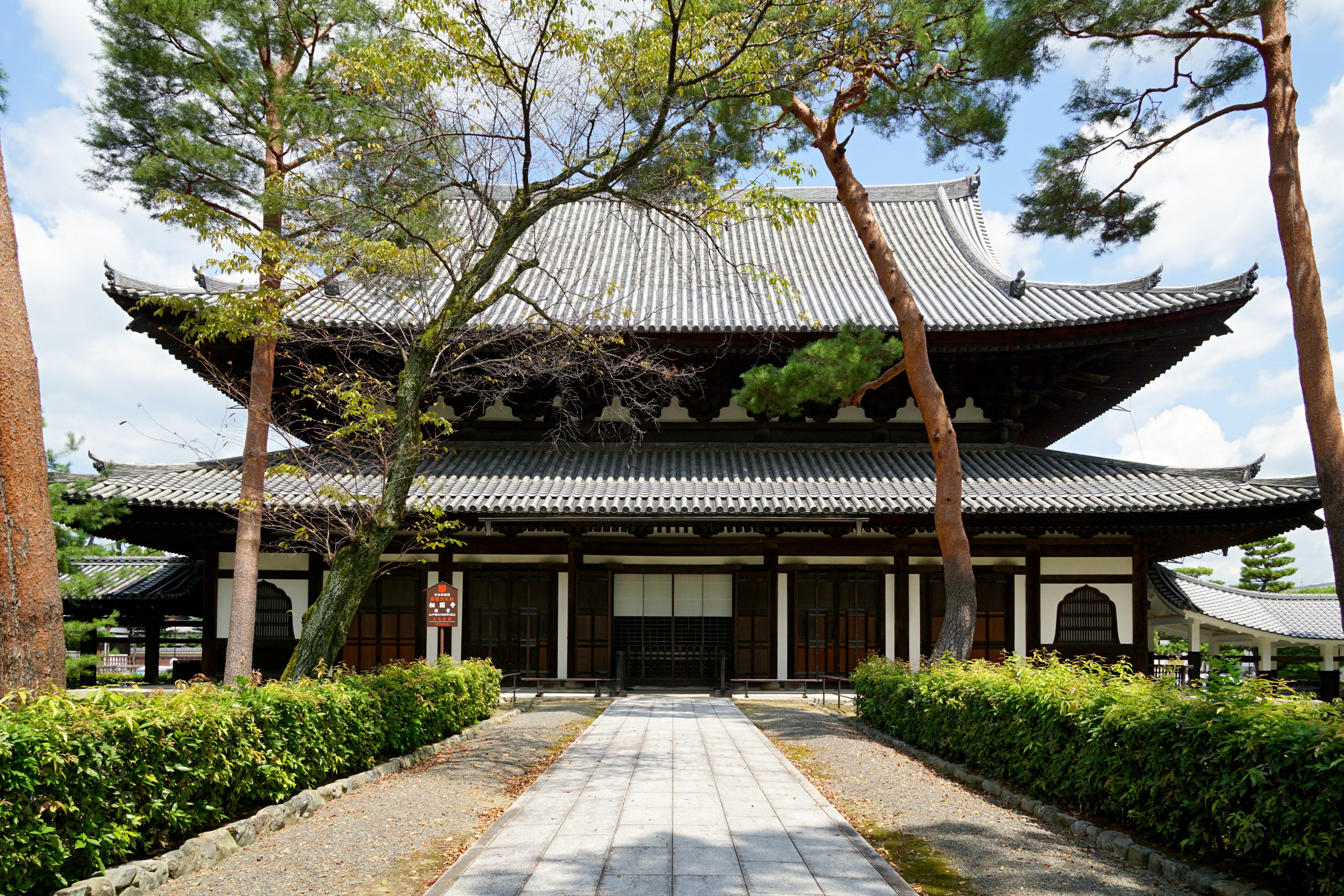
L'actuel Shōkoku-ji au nord-est de la rue, sur Kamidachiuri-dōri.

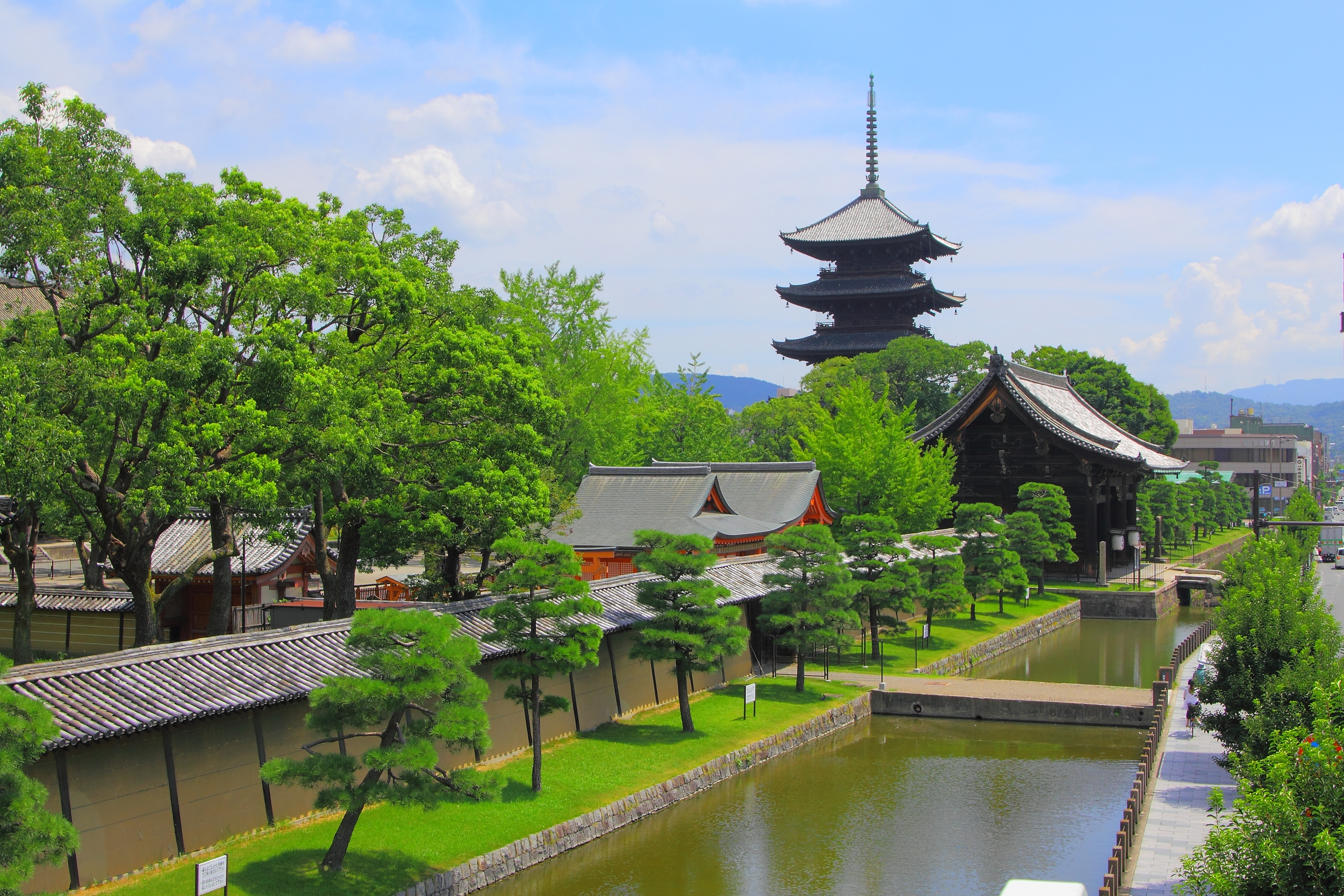
Pagode du Tō-ji, dans l'état de sa dernière reconstruction (1644).

Le nom Tōnodan (塔ノ段) signifie « tour (塔) à étages (段) ». Tōnodan fait référence à une pagode de sept étages construite en 1399 par Ashikaga Yoshimitsu (足利 義満, 1358-1408) pour commémorer son année malchanceuse dans le secteur actuel de Tōnodan-dōri,. La tour, d'une hauteur équivalent aujourd'hui à 106 mètres, surpassait même la pagode du Tō-ji (東寺), dans l'arrondissement de Minami, qui est la plus haute structure en bois du pays du haut de ses 55 mètres. 
La pagode est frappée par la faudre la 10e année de l'Ōei (1403) et est alors déplacé à Kitayama (ja) au nord de la ville avant d'être de nouveau consumée par le feu la nuit du 9 au 10 de la 13e année de l'Ōei (1406). Elle est alors reconstruite à son lieu d'origine au sud-est du Shōkoku-ji (相国寺), où elle a trônée comme un symbole de la ville jusqu'à ce qu'elle soit brûlée encore une fois en 1470, après quoi elle n'a pas été reconstruite.
Le secteur où la tour était située a donné nom à un secteur de la ville, « Tōnodan » (塔ノ段 / 塔之段), qui a depuis été associé par métonymie à la rue qui le traversait,,. Les quartiers qui ont hérité le nom et par lesquels la rue passe sont Kamitōnodan-chō (上塔之段町) et Shimotōnodan-chō (下塔之段町),.

## Histoire
La rue existe depuis au moins l'ère Meiji (1868-1912). Durant l'époque d'Edo (1603-1868), la rue continuait au sud à l'intérieur de l'enceinte de la cour impériale, jusqu'à la porte Seiwa'in (清和院御門). Elle correspondait alors au Nikaichō-dōri (二階町通) et au Nakasuji-dōri (中筋通), qui disparaissent toutes deux avec la démolition des résidences de nobles qui y résidaient en 1869, pour suivre l'empereur à Tokyo,. Les quartiers et les rues de l'enceinte intérieure disparaissent alors et le jardin est reboisé.  

## Patrimoine et lieux d'intérêt
Au carrefour avec Kamidachiuri-dōri se trouve le petit temple bouddhiste Jōgan-ji (常願寺).
À la fin de la rue, au carrefour avec Imadegawa, se trouve du côté nord-ouest le lycée pour femmes Dōshisha (ja) (同志社女子中学校・高等学校), affilié à l'université du même nom, qui se tient sur le site de l'ancienne résidence de la famille Nijō (二条家), de la noblesse japonaise. Une stèle marque l'emplacement de ladite résidence.

Quelques lieux d'intérêts
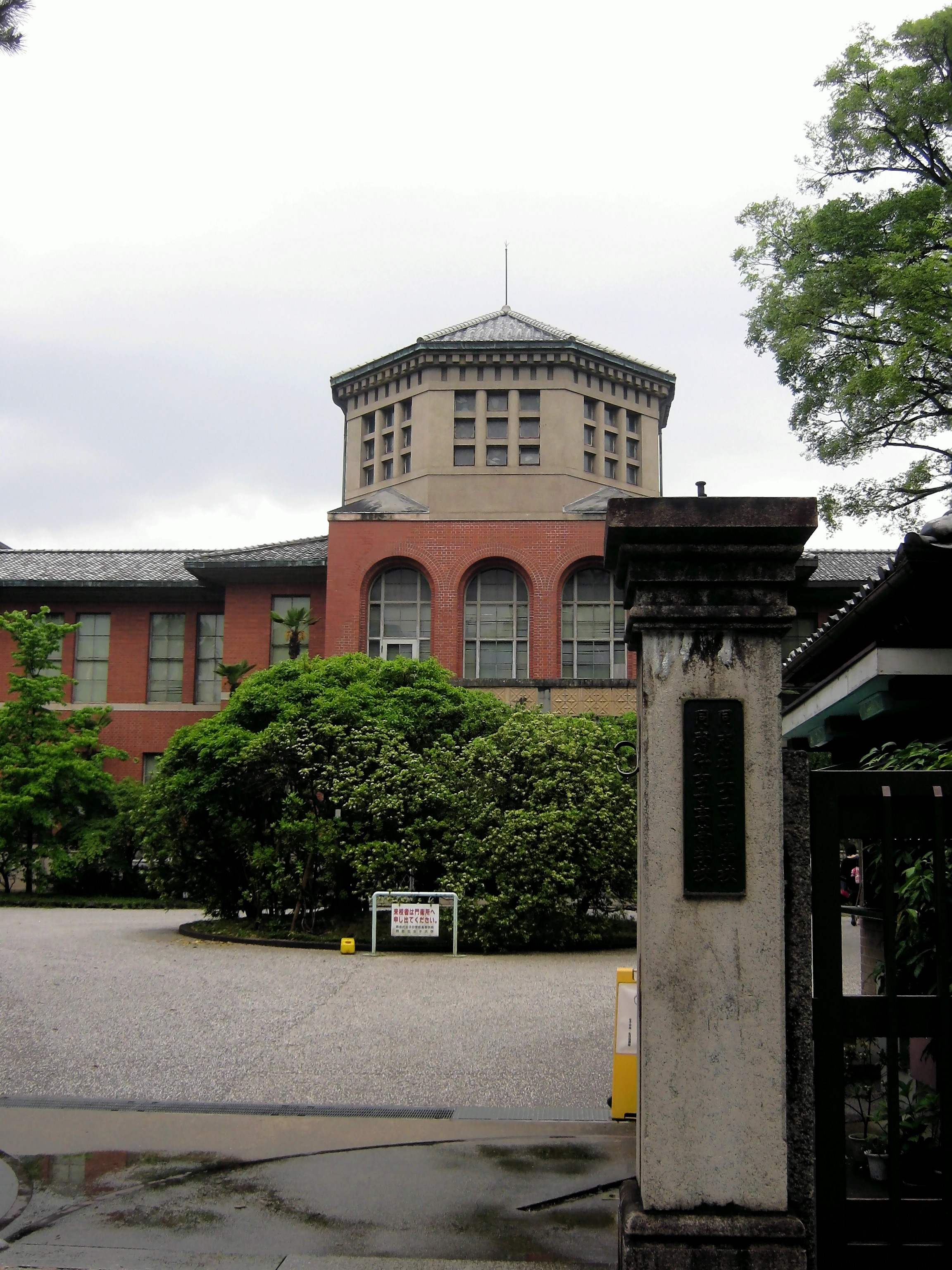
Tour et édifice principal du Collège pour femmes Dōshisha
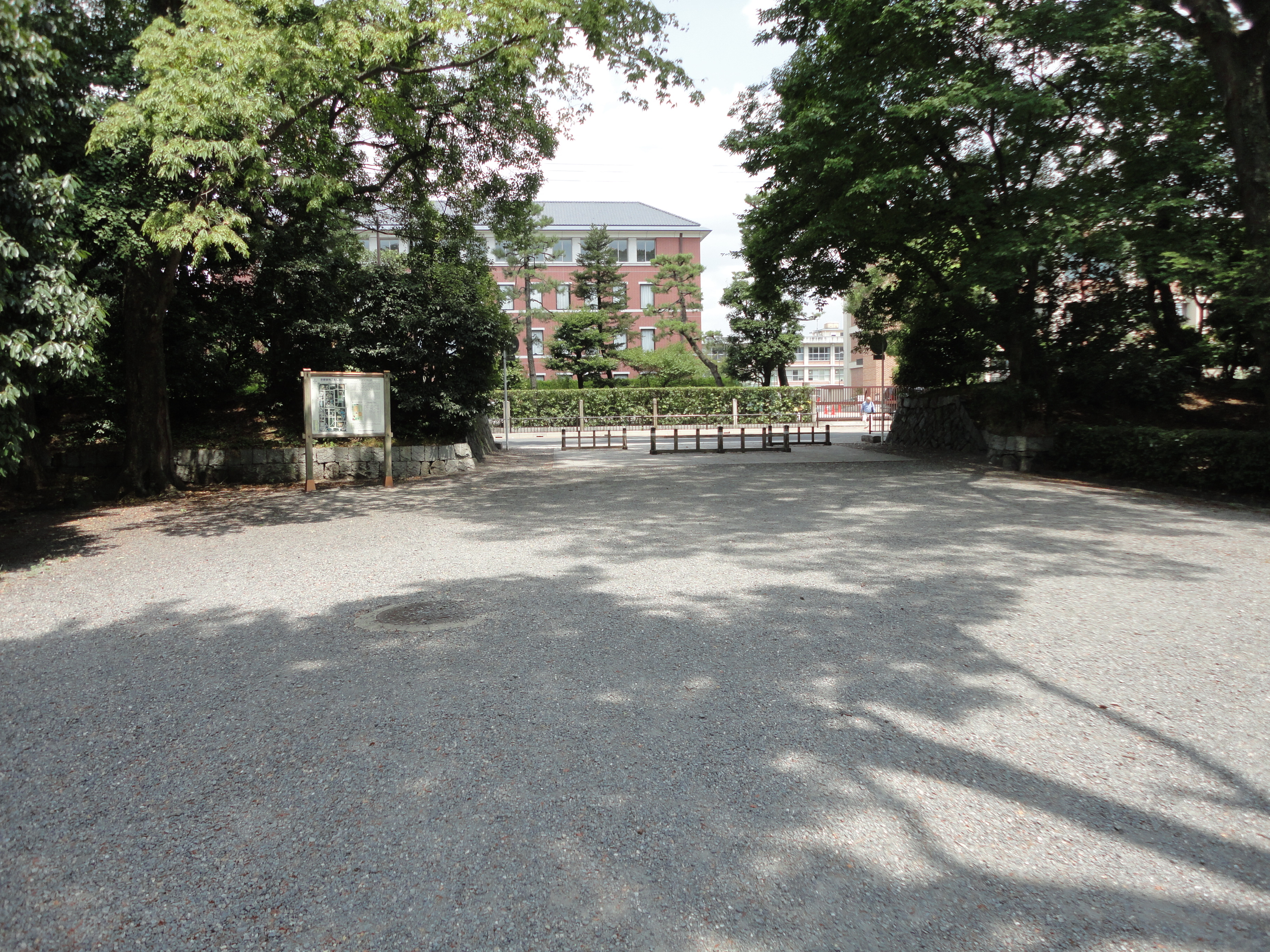
L'université Dōshisha vue depuis le jardin impérial